# Драфт НБА 1992
Драфт НБА 1992 року відбувся 24 червня в Портленді  (штат Орегон. На той час його вважали одним із найглибших драфтів в історії НБА. Перших трьох номерів вибору (Шакіл О'Ніл, Алонзо Морнінг, Крістіан Леттнер) вважали гравцями, яких гріх пропустити. О'Ніл і Морнінг згодом увійшли до зали слави. Леттнер один раз узяв участь у Матчі всіх зірок і став олімпійським чемпіоном у складі Збірної США з баскетболу, але все-таки не виправдав усіх очікувань щодо себе. Всі троє завершили, граючи разом в одній команді Маямі Гіт 2005 року. Ще двоє гравців потрапляли на Матч усіх зірок (Том Гуліотта один раз, Латрелл Спрувелл чотири рази) і кілька інших гравців мали непогані кар'єри (Джиммі Джексон, Роберт Оррі, Даг Крісті, Пі Джей Браун, Лафонсо Елліс, Джон Баррі, Волт Вільямс, Ентоні Пілер і Кларенс Везерспун). Гарольд Майнер, якому дали прізвисько "Baby Jordan" через його схожість на Майкла Джордана, але крім виграшу двох змагань зі слем-данків, мав лише чотирирічну нічим не примітну кар'єру.

## Драфт
| РЗ | Розігруючий захисник | АЗ | Атакувальний захисник | ЛФ | Легкий форвард | ВФ | Важкий форвард | C | Центровий |

| ^ | Позначає гравців, обраних у Баскетбольну залу слави Нейсміта                                                        |
| * | Позначає гравців, які взяли участь принаймні в одній грі матчу всіх зірок НБА і потрапили до Збірної всіх зірок НБА |
| + | Позначає гравців, які взяли участь принаймні в одній грі матчу всіх зірок НБА                                       |
| x | Позначає гравців, які принаймні один раз потрапили до Збірної всіх зірок НБА                                        |
| # | Позначає гравців, які жодного разу не грали в регулярному сезоні НБА або плей-оф                                    |

## Перший раунд

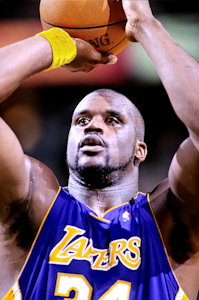
Шакіл О'Ніл, 1-й пік Орландо Меджик

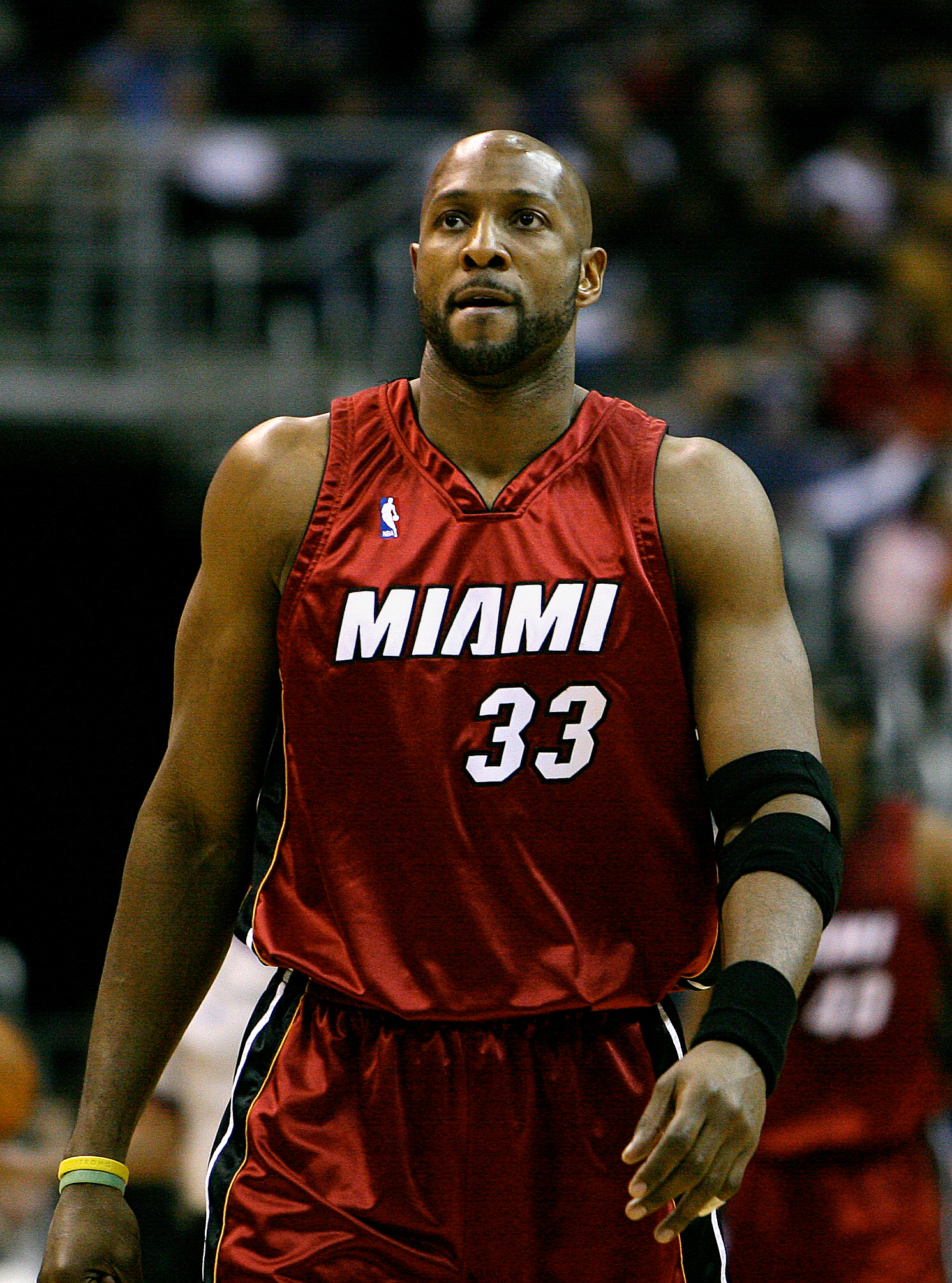
Алонзо Морнінг, 2-й пік Шарлотт Горнетс

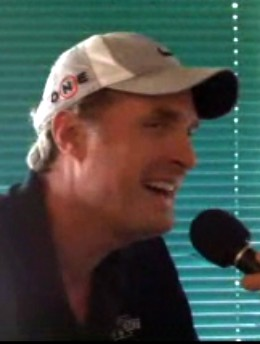
Крістіан Леттнер, 3-й пік Міннесота Тімбервулвз

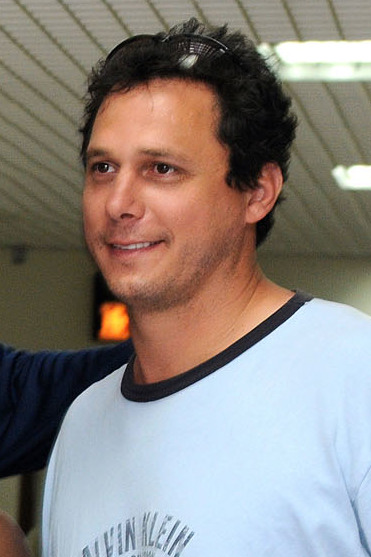
Том Гуліотта, 6-й пік Вашингтон Буллетс/Wizards

| Вибір | Гравець                 | Громадянство | NBA Team                                                 | Школа/Клуб              |
| ----- | ----------------------- | ------------ | -------------------------------------------------------- | ----------------------- |
| 1     | Шакіл О'Ніл^ (C)        | США          | Орландо Меджик                                           | ЛСЮ (Дж.)               |
| 2     | Алонзо Морнінг^ (C)     | США          | Шарлотт Горнетс                                          | Джорджтаун (Ср.)        |
| 3     | Крістіан Лейттнер+ (PF) | США          | Міннесота Тімбервулвз                                    | Дьюк (Ср.)              |
| 4     | Джиммі Джексон (SG)     | США          | Даллас Маверікс                                          | Огайо Стейт (Дж.)       |
| 5     | Лафонсо Елліс (PF)      | США          | Денвер Наггетс                                           | Нотр-Дам (Ср.)          |
| 6     | Том Гуліотта+ (PF)      | США          | Вашингтон Буллетс                                        | НК Стейт (Ср.)          |
| 7     | Волт Вільямс (SF)       | США          | Сакраменто Кінґс                                         | Меріленд (Ср.)          |
| 8     | Тодд Дей (SG)           | США          | Мілвокі Бакс                                             | Арканзас (Ср.)          |
| 9     | Кларенс Везерспун (PF)  | США          | Філадельфія Севенті-Сіксерс                              | Саутерн Місс (Ср.)      |
| 10    | Адам Кіф (PF)           | США          | Атланта Гокс                                             | Стенфорд (Ср.)          |
| 11    | Роберт Оррі (SF)        | США          | Х'юстон Рокетс                                           | Алабама (Ср.)           |
| 12    | Гарольд Майнер (SG)     | США          | Маямі Гіт                                                | УПК (Дж.)               |
| 13    | Браянт Стіт (SG)        | США          | Денвер Наггетс (від Нью-Джерсі)                          | Вірджинія (Ср.)         |
| 14    | Малік Сілі (SF)         | США          | Індіана Пейсерз                                          | Сент Джонс (Ср.)        |
| 15    | Ентоні Пілер (SG)       | США          | Лос-Анджелес Лейкерс                                     | Міссурі (Ср.)           |
| 16    | Ренді Вудс (PG)         | США          | Лос-Анджелес Кліпперс                                    | Ла Саль (Ср.)           |
| 17    | Даг Крісті (SG)         | США          | Сіетл Суперсонікс                                        | Пеппердайн (Ср.)        |
| 18    | Трейсі Маррей (SF)      | США          | Сан-Антоніо Сперс                                        | УКЛА (Дж.)              |
| 19    | Дон Маклейн (PF)        | США          | Детройт Пістонс (проданий у Вашингтон через ЛА Кліпперс) | УКЛА (Ср.)              |
| 20    | Губерт Девіс (SG)       | США          | Нью-Йорк Нікс                                            | Північна Кароліна (Ср.) |
| 21    | Джон Баррі (SG)         | США          | Бостон Селтікс                                           | Джорджия Тек (Ср.)      |
| 22    | Олівер Міллер (C)       | США          | Фінікс Санз                                              | Арканзас (Ср.)          |
| 23    | Лі Мейберрі (PG)        | США          | Мілвокі Бакс (від Юта)                                   | Арканзас (Ср.)          |
| 24    | Латрелл Спрюелл* (SG)   | США          | Голден-Стейт Ворріорс                                    | Алабама (Ср.)           |
| 25    | Елмор Спенсер (C)       | США          | Лос-Анджелес Кліпперс (від Клівленд)                     | УНВЛ (Ср.)              |
| 26    | Дейв Джонсон (SF)       | США          | Портленд Трейл-Блейзерс                                  | Сірак'юс (Ср.)          |
| 27    | Байрон Г'юстон (PF)     | США          | Чикаго Буллз                                             | Оклахома Стейт (Ср.)    |

## Другий раунд
| Вибір | Гравець                | Громадянство                          | NBA Team                | Школа/Клуб                                              |
| ----- | ---------------------- | ------------------------------------- | ----------------------- | ------------------------------------------------------- |
| 28    | Марлон Максі (PF)      | США                                   | Міннесота Тімбервулвз   | УТЕП                                                    |
| 29    | Пі Джей Браун (PF)     | США                                   | Нью-Дже́рсі Нетс         | Луїзіана Тек                                            |
| 30    | Шон Рукс (PF/C)        | США                                   | Даллас Маверікс         | Аризона                                                 |
| 31    | Реджі Сміт (C)         | США                                   | Портленд Трейл-Блейзерс | ТКЮ                                                     |
| 32    | Брент Прайс (G)        | США                                   | Вашингтон Буллетс       | Оклахома                                                |
| 33    | Корі Вільямс (G)       | США                                   | Чикаго Буллз            | Оклахома Стейт                                          |
| 34    | Кріс Сміт (G)          | США                                   | Міннесота Тімбервулвз   | Коннектикут                                             |
| 35    | Тоні Беннетт (G)       | США                                   | Шарлотт Горнетс         | Wisconsin–Green Bay                                     |
| 36    | Дуейн Купер (G)        | США                                   | Лос-Анджелес Лейкерс    | УПК                                                     |
| 37    | Айзая Морріс (F)       | США                                   | Маямі Гіт               | Арканзас                                                |
| 38    | Елмер Беннетт (G)      | США                                   | Атланта Гокс            | Нотр-Дам                                                |
| 39    | Літтеріал Грін (G)     | США                                   | Чикаго Буллз            | Джорджия                                                |
| 40    | Стів Роджерс# (SG/SF)  | США                                   | Нью-Дже́рсі Нетс         | Alabama State                                           |
| 41    | Попай Джоунс (F)       | США                                   | Х'юстон Рокетс          | Мюррей Стейт                                            |
| 42    | Метт Гайгер (C)        | США                                   | Маямі Гіт               | Джорджия Тек                                            |
| 43    | Предраг Данілович (SG) | Союзна Республіка Югославія ( Сербія) | Голден-Стейт Ворріорс   | Партизан (баскетбольний клуб) (Югославія, тепер Сербія) |
| 44    | Генрі Вільямс# (G)     | США                                   | Сан-Антоніо Сперс       | УПК-Шарлотт                                             |
| 45    | Кріс Кінг (F)          | США                                   | Сіетл Суперсонікс       | Вейк Форест                                             |
| 46    | Роберт Верданн (C)     | США                                   | Денвер Наггетс          | Сент Джонс                                              |
| 47    | Даррен Морнінгстар (C) | США                                   | Бостон Селтікс          | Піттсбург                                               |
| 48    | Браян Девіс (F/G)      | США                                   | Фінікс Санз             | Дьюк                                                    |
| 49    | Рон Елліс# (PF)        | Бельгія                               | Фінікс Санз             | Луїзіана Тек                                            |
| 50    | Метт Фіш (F)           | США                                   | Голден-Стейт Ворріорс   | УПК-Вілмінгтон                                          |
| 51    | Тім Барроус# (PF)      | США                                   | Міннесота Тімбервулвз   | Джексонвілл                                             |
| 52    | Метт Стайгенджа (F)    | США                                   | Чикаго Буллз            | Мічиган Стейт                                           |
| 53    | Кертіс Блер# (PG)      | США                                   | Х'юстон Рокетс          | Ричмонд                                                 |
| 54    | Бретт Робертс# (SF)    | США                                   | Сакраменто Кінґс        | Моргід Стейт                                            |

## Незадрафтовані гравці
Цих гравців не вибрала жодна з команд на драфті НБА 1992, але вони зіграли в НБА принаймні одну гру.
| Гравець               | Громадянство      | Школа/Клуб        |
| --------------------- | ----------------- | ----------------- |
| Ерік Андерсон (PF)    | США               | Індіана           |
| Декстер Кембридж (PF) | Багамські Острови | Техас             |
| Джо Джо Інгліш (PG)   | США               | Південна Кароліна |
| Стівен Говард (PF)    | США               | Де Пол            |
| Сем Мак (SF)          | США               | Х'юстон           |
| Джеральд Медкінс (PG) | США               | УКЛА              |
| Даррік Мартін (PG)    | США               | УКЛА              |
| Девід Веслі (PG)      | США               | Бейлор            |

1. ↑  Громадянство означає національну збірну гравця, або яку країну він представляє. Якщо гравець не грав на міжнародному рівні, тоді цей пункт означає за збірну якої країни він може грати за правилами FIBA.